# 德拉本海達
36°44′N 3°58′E / 36.733°N 3.967°E

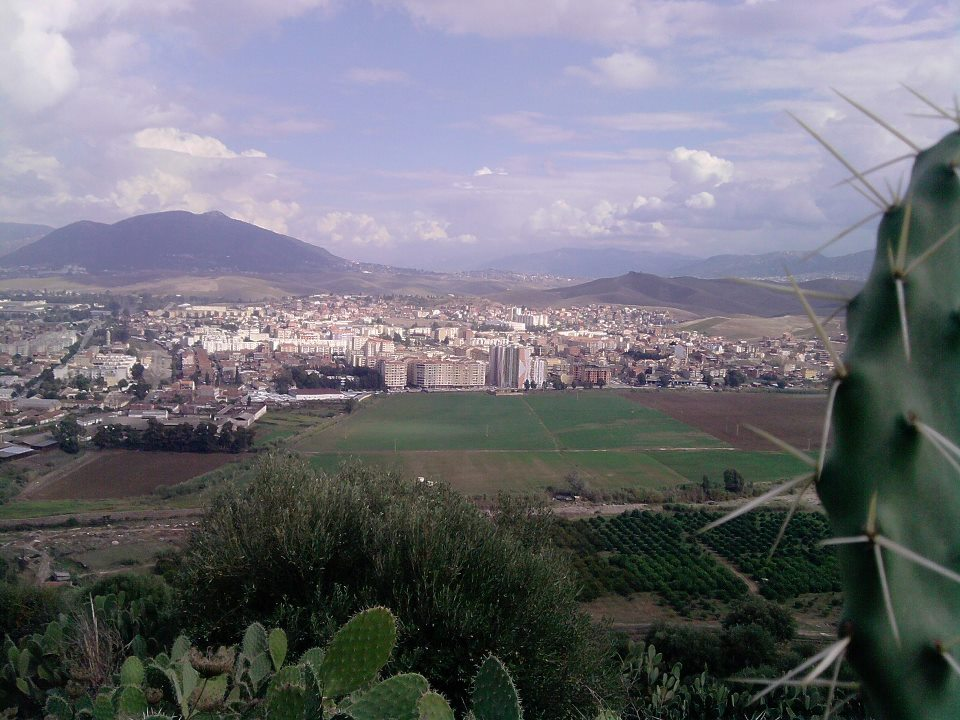
德拉本海達

德拉本海達（阿拉伯语：‎），是阿爾及利亞的城鎮，位於該國北部，由提濟烏祖省負責管轄，是德拉本海達區的首府，面積33平方公里，2008年人口31,382，人口密度每平方公里939人。